# Pozzol Groppo
Pozzol Groppo – miejscowość i gmina we Włoszech, w regionie Piemont, w prowincji Alessandria.
Według danych na styczeń 2010 gminę zamieszkiwało 371 osób przy gęstości zaludnienia 26,7 os./1 km².